# 사이언스온
사이언스온은 한겨레에서 발행하는 과학 웹진이다. 기자와 과학자가 함께 만든다. 과학 뉴스와 비평을 담는다. 2010년 2월에 창간되었다.